# Da'Vine Joy Randolph
Da'Vine Joy Randolph (nacida el 21 de mayo de 1986) es una actriz y cantante estadounidense. Es conocida principalmente por su papel de Oda Mae Brown en la producción original de Broadway de Ghost, por la cual fue nominada para el Premio Tony por Mejor actuación de una actriz destacada en un musical. Por otra parte, en la 96.ª edición de los Premios Óscar, ganó el Óscar a la mejor actriz de reparto por su papel en The Holdovers como Mary Lamb.

## Biografía
Randolph creció en Filadelfia y Hershey, Pensilvania. Fue a la Universidad de Temple para enfocarse en la interpretación vocal, pero en su tercer año decidió cambiar las concentraciones al teatro musical. Después de graduarse de Temple, fue a la Escuela de Drama de Yale. Se graduó de Yale en 2011. Cuando era joven, asistió al Interlochen Arts Camp, donde estudió teatro.

## Filmografía

### Cine
| Año                | Título                             | Papel                                             | Notas |
| ------------------ | ---------------------------------- | ------------------------------------------------- | ----- |
| 2013               | Mother of George                   | Marsea                                            |       |
| 2014               | The Angriest Man in Brooklyn       | Enfermera Rowan                                   |       |
| 2016               | The Secrets of Emily Blair         | Fran                                              |       |
| 2016               | Office Christmas Party             | Carla                                             |       |
| 2019               | Dolemite Is My Name                | Lady Reed                                         |       |
| 2020               | Kajillionaire                      | Jenny                                             |       |
| 2020               | The Last Shift                     | Chaz                                              |       |
| 2020               | Trolls World Tour                  | Bliss Marina / Sheila B (voz)                     |       |
| 2021               | The Guilty                         | Agente del centro de llamadas de emergencia (voz) |       |
| 2022               | The Lost City                      | Beth Hatten                                       |       |
| 2022               | El Gato con Botas: el último deseo | Mamá Luna (voz)                                   |       |
| 2023               | Los que se quedan                  | Mary Lamb                                         | [ 3 ] |
| (Fuente: IMDb.com) |                                    |                                                   |       |

### Televisión
| Año                | Título                               | Papel                         | Notas                               |
| ------------------ | ------------------------------------ | ----------------------------- | ----------------------------------- |
| 2013               | The Good Wife                        | Margie                        | Episodio: "A More Perfect Union"    |
| 2014               | See Dad Run                          | Mrs. Rothschild               | Episodio: "See Dad Become Room Mom" |
| 2014               | Selfie                               | Charmonique Whitaker          | 13 episodios                        |
| 2015               | Life in Pieces                       | Janice                        | Episodio: "Babe Secret Phone Germs" |
| 2015–2017          | El show de Peabody y Sherman         | Christine / Abby Fisher (voz) | 52 episodios                        |
| 2016               | This Is Us                           | Tanya                         | Temporada 1                         |
| 2016–2017          | People of Earth                      | Yvonne Watson                 | 16 episodios                        |
| 2017               | Veep                                 | Roberta Winston               | Episodio: "Qatar"                   |
| 2017–2018          | Empire                               | Poundcake                     | Temporada 4                         |
| 2019               | On Becoming a God in Central Florida | Rhonda                        | Papel recurrente                    |
| 2020               | High Fidelity                        | Cherise                       | 10 episodios                        |
| 2021–presente      | Only Murders in the Building         | Detective Williams            | 8 episodios                         |
| 2021–2022          | Chicago Party Aunt                   | Tina (voz)                    | 14 episodios                        |
| 2023               | The Idol                             | Destiny                       | 5 episodios                         |
| (Fuente: IMDb.com) |                                      |                               |                                     |

## Premios y nominaciones
| Año  | Premio                              | Categoría                                   | Trabajo nominado | Resultado |
| ---- | ----------------------------------- | ------------------------------------------- | ---------------- | --------- |
| 2023 | Óscar                               | Mejor actriz de reparto                     | The Holdovers    | Ganadora  |
| 2023 | Globos de Oro                       | Mejor actriz de reparto                     | The Holdovers    | Ganadora  |
| 2023 | BAFTA                               | Mejor actriz de reparto                     | The Holdovers    | Ganadora  |
| 2023 | Sindicato de Actores                | Mejor actriz de reparto                     | The Holdovers    | Ganadora  |
| 2023 | Crítica Cinematográfica             | Mejor actriz de reparto                     | The Holdovers    | Ganadora  |
| 2023 | Satellite                           | Mejor actriz de reparto - Musical o Comedia | The Holdovers    | Ganadora  |
| 2023 | Independent Spirit                  | Mejor interpretación de reparto             | The Holdovers    | Ganadora  |
| 2023 | National Board of Review            | Mejor actriz de reparto                     | The Holdovers    | Ganadora  |
| 2023 | Gotham                              | Mejor actriz de reparto                     | The Holdovers    | Nominada  |
| 2023 | Sociedad Internacional de Cinéfilos | Mejor actriz de reparto                     | The Holdovers    | Nominada  |